# 中村千尋
中村 千尋（なかむら ちひろ、1988年6月15日 - ）は、日本の女性シンガーソングライター。たらりらん（現在活動休止中）のボーカル、ギター担当。ボヤケルズわかまつごうとのユニットひごさつまのボーカル、ギター担当。音楽ユニットPlayYou.House（現Goose house→Play.Goose）の元メンバー。熊本県八代市出身。

## 人物・音楽性
- ポップスを主に好んで良く聴いている。好きなアーティストは斉藤和義、安藤裕子、フジファブリック、The Cardigans、土岐麻子、槙原敬之など。
- PlayYou.Houseでは村下孝蔵、プリンセスプリンセス、沢田知可子、チューリップなどの「懐メロ」のカバーを多く担当していたことから、その名の如く「懐メロ担当」とも呼ばれていた。
- 主にアコースティックギターをメインに活動している。
- 活動開始当初は定期的にUstream番組「いたってまじめです。」やツイキャスの生配信をしていた。猫に扮したマネージャーと、音楽とは関係のない対決や罰ゲーム、モノマネ、競馬貯金企画などを配信。
  - 2014年8月17日配信のツイキャス内で、マネージャーより同年9月10日にシングル『友達』の発売が決定したことが発表され、更に「このシングルを1000枚売り切らなければ10月8日発売の1stアルバムは発売中止」という企画も同時発表された。
- 趣味は、競馬で、好きな馬はオルフェーヴル、休日はよく東京競馬場に行っている。好きなジョッキーは安藤勝己である。お笑いやラジオも好み「オードリーのオールナイトニッポン」のリスナーを指す「リトルトゥース」を公言している。
- また料理も趣味としており、得意な料理はカレーライス。また好きな食べ物として、エビフライ、エビ天、カレーライス、味噌ラーメン、じゃがりこ、のり弁を挙げている。ビールなどの酒好きとしても知られ、酒を飲んで泥酔した状態を自ら「酒村さん」と称している。
- くせは髪の毛を無駄に触ること。
- 2018年12月12日に小型特殊免許を取得したことをTwitterで報告。
- 自らの中でたらりらん時代から行っている路上ライブは原点であると位置づけ、自らを「路上至上主義」とも称し新宿駅などを中心に精力的に路上ライブを敢行していた。
  - 2015年10月10日に行われるワンマンライブに向けて、5月22日より自身初の全国47都道府県路上ライブツアーを敢行した。
- 2015年8月9日に同じレコード会社に所属するボヤケルズのわかまつごうとのユニット「ひごさつま」の結成を発表した。ユニット名は、中村が熊本県（肥後藩）出身、わかまつが鹿児島県（薩摩藩）出身であることに由来する。デビューシングル「手紙を書く癖」は、これもまた同じレコード会社に所属するベリーグッドマンのRoverがプロデュースした。
- ライブ等におけるサポートメンバーは特に固定することなく、様々なアーティストが出演する。

## 来歴

### デビュー前
- 1988年6月15日、熊本県八代市に生まれる。父の影響で13歳の頃から作詞、作曲を始めるようになった。
- 高校では同じクラスの友人や先輩とバンドを組み、地元熊本を中心にライブ活動を展開、高校卒業後に上京し音楽学校メーザー・ハウスに入学する。

### たらりらん時代
- 2008年12月、音楽学校メーザー・ハウス内で出会った友人とアコースティックユニット「たらりらん」を結成。
- 2009年1月18日、初の路上ライブを新宿にて敢行。同年11月：アコースティックユニットからバンドとしての「たらりらん」の活動を始める。
- 2010年9月21日、たらりらんとして初の自主企画ライブ「たらりらんと愉快な仲間達vol.1」を下北沢MOSAiCにて開催。同年10月、シンガーソングライターが集う音楽ユニット「PlayYou.House」（現Goose house→Play.Goose）の第2期メンバーとして竹澤汀と共に加入。11月、「LOTTE X SonyMusic 歌のあるガムプロジェクト2010」にて6000組の中からファイナリスト5組に選ばれ渋谷AXでライブをする。
- 2011年1月15日、たらりらんの活動に専念する為「PlayYou.House」を卒業する。同年8月27日、たらりらん初のワンマンライブ「たらりらんワンマンライブふぁーすと フルコースを召し上がれ」を渋谷TAKE OFF7にて開催。
- 2012年3月、メンバーチェンジなどを経て、みのりん（萩原実理）、あかね（中川茜）、よしえ（森田良重）の4人ガールズバンド編成となる。
- 2013年4月、無期限の活動休止を発表し、たらりらんとしては最後のライブ「金曜日の午後に」を渋谷TAKE OFF7で開催（4月5日）、ソロでの活動を開始する。
- 2015年10月10日、中村ソロのワンマンライブ「夢のクアトロ満員大作戦」で1日限りの復活。事前に9月10日配信のツイキャスで発表されていた。

### ソロ活動
- 2013年10月5日、会場限定弾き語り1コインシングル『さよならハリネズミ』を発売。
- 2014年5月4日、弾き語り1コインCD『おもて』『うら』同時発売。これに際し、全国路上ライブツアーを決行、約1か月で1,000枚を売り上げた。同年8月2日、たらりらん活動休止後初となるソロとしてのワンマンライブ「いたってクソまじめです。」を下北沢ReGにて開催。9月10日、ソロとしての1stシングル『友達』タワーレコードにて1000枚限定で発売、10月8日、ソロとしての1stアルバム『どーも中村です。』発売。アルバム発売を記念したワンマンライブ「どーも中村です。全国ツアーレコ発ワンマンライブ〜東京挨拶まわり編〜」が11月9日渋谷WWWにて開催された。12月6日～12月7日、公式Ustream「いたってまじめです。」にて26時間耐久Ustreamを放送。
- 2015年4月29日、渋谷で行われた「HUG ROCK FESTIVAL 2015」に出演。ライブの中で、夏の2ndミニアルバム発売と、10月10日に渋谷クアトロにてワンマンライブ「夢のクアトロ満員大作戦」を開催することが発表された。またそのワンマンライブに向けての全国47都道府県路上ライブツアーを敢行することも併せて発表された。5月22日、前述の全国47都道府県路上ライブツアーを東京都渋谷駅より始める。7月15日、2ndアルバム『雨、上がれば』を発売。7月19日、ソロとしては初の自主企画ライブ「私の好きな人 vol.1〜「雨、上がれば」リリースパーティー〜」を渋谷7th floorで開催。8月9日、所属レーベルが同じボヤケルズのわかまつごうとのユニット「ひごさつま」を結成。ユニット名は、中村が熊本県（肥後藩）出身、わかまつが鹿児島県（薩摩藩）出身であることに由来する。10月4日:5月より開始した全国47都道府県路上ライブツアーを2回目の東京、代々木公園にてファイナルを迎える。10月10日、ワンマンライブ「夢のクアトロ満員大作戦」を渋谷クラブクアトロにて開催。中村のソロ活動前のバンド「たらりらん」が前述の通り、1夜限りの復活をとげた。12月26日～12月27日:公式Ustream「いたってまじめです。」にて27歳の中村にちなんで27時間耐久Ustreamが放送された。
- 2016年1月30日、ソロとして2回目の自主企画ライブ「私の好きな人 vol.2」を渋谷gee-geで開催し、このライブより前年に行われたワンマンライブ「夢のクアトロ満員大作戦」の模様を収めた自身初となるライブDVDが発売された。4月4日、公式ファンクラブ「まにあっくちひらー」が誕生。これに先駆け4月2日にファンクラブプレイベントとしてミニワンマンライブが開催された。12月28日～12月29日、中村千尋公式YouTubeで28時間耐久生放送が行われた。
- 2017年4月4日、雪印メグミルクの重ねドルチェのwebCMソング『カサネテク』の歌唱を担当、ミュージックビデオが公開される。SNSで話題になり、4月24日に100万回超再生、2017年9月には880万回超再生、2017年12月4日現在、1000万回再生を記録。12月28日、ホールワンマンライブ「行き当たりバッチリ!!」を品川インターシティホールで開催。2018年初夏に日本コロムビアからメジャーデビューすることが発表されたが、後にこの契約を円満解消しメジャーデビューしないことを発表。
- 2019年5月7日、Backstage Caféで毎週月曜日18時から生放送のラジオ番組[1]のパーソナリティー担当開始。
- 2020年1月6日、7年間所属していたARIGATO MUSICを12月末で退社したことを発表。[2]

## ライブ

### ワンマンライブ
たらりらん
- たらりらんワンマンライブふぁーすと フルコースを召し上がれ

2011年8月27日（渋谷TAKE OFF 7）
- たらりらんワンマンライブ せかんど ～十字路にたって僕ら～

2012年3月10日（渋谷gee-ge.）
ソロ
- いたってクソまじめです。

2014年8月2日（下北沢ReG）
- どーも中村です。全国ツアーレコ発ワンマンライブ〜東京挨拶まわり編〜

2014年11月9日（渋谷WWW）
- 夢のクアトロ満員大作戦

2015年10月10日（渋谷CLUB QUATTRO）
- 中村千尋オフィシャルファンクラブ「マニアックちひらー」発足直前!プレイベント お花見ライブ

2016年4月2日（三軒茶屋ステージPF）
- 出張 あなた/1000

2016年10月2日（名古屋ナイトカフェ 弾き語り）
2016年10月7日（福岡Music bar Shangri-la）
2016年10月10日（大阪本町POP）
2016年10月15日（仙台HIGHBURY）
- ちひらーの輪を広げようキャンペーン 〜BLAZEへの道(連れ)〜

2016年10月6日（渋谷gee-ge.）
- あなた/1000

2016年10月22日（新宿BLAZE）
- 47都道府県フリーライブ ファイナル(東京) & 3rd Mini Album「女の袋とじ」先行販売&握手会

2017年10月27日（新宿Marble）
- 行き当たりバッチリ!!

2017年12月28日（品川インターシティホール）
- 中村、メジャーデビューするってよ。～いつか凱旋ライブって言いたい～

2018年3月17日（八代 cafe&bar ZAP）
- フライングValentine 中村千尋 弾き語りminiワンマンLIVE in The Shake & Chips Tokyo【1部】・【2部】[3]

2019年2月11日（The Shake & Chips Tokyo）
- 中村千尋「スカートの中」リリース記念ワンマンライブ in 札幌

2019年6月1日（狸小路ガッチャ）
- 中村千尋 31才 逆誕生日会 トークライブ[4]

2019年6月15日（The Shake & Chips Tokyo）
- 中村千尋『スカートの中』リリース記念ライブ in 長野[5]

2019年7月14日（ネオンホール）
- 中村千尋ワンマンライブ2019「来ちゃって♡」[6]

2019年12月21日（神田 THE SHOJIMARU）
- 中村千尋無観客ワンマンライブ

2020年4月26日（下北沢Laguna）
- 中村千尋 ぼっち誕生日会

2020年6月15日（渋谷gee-ge.） - 無観客。配信のみ。
- 中村千尋 夏祭りミニワンマン[7]

2020年8月23日（渋谷gee-ge.） - 無観客。配信のみ。
- 渋谷gee-ge.10周年記念 無観客配信ワンマン 中村千尋編「お互い色々ありました」[8]

2020年9月21日（渋谷gee-ge.）
- 中村千尋2020締めくくりワンマン〜「落選」発売記念〜

2020年12月26日（渋谷gee-ge.）
- 「傷つく準備はできている」リリース記念ツアー　〜久しぶりに会いませんか？〜

2021年4月24日（渋谷gee-ge.）
- 中村生誕祭2021

2021年6月15日（下北沢モナレコード） - 無観客。配信のみ。
- 「傷つく準備はできている」リリース記念ツアー振替公演　〜今度こそ会いませんか？〜

2021年11月6日（狸小路ガッチャ）
2021年11月13日（大阪コモンカフェ）
2021年11月14日（名古屋ナイトカフェ弾き語り）
2021年11月20日（福岡Music Bar Shangri-la）
2021年11月21日（熊本Music Bar ドミナント）
- 中村千尋2021締めくくりワンマン

2021年12月18日（渋谷gee-ge.）
- 中村千尋バースデーワンマン34 〜千尋食堂開店〜

2022年6月15日（下北沢mona records）
- 中村千尋2022締めくくりワンマン 東京 〜バンドにて〜

2022年12月4日（下北沢mona records）
- 中村千尋2022締めくくりワンマン 熊本 〜デュオにて〜

2022年12月23日（熊本Music Bar ドミナント）

### 自主企画ライブ
たらりらん
- たらりらんと愉快な仲間たちvol.1

2010年9月21日（下北沢MOSAiC）
- たらりらんと愉快な仲間たちvol.2

2011年11月28日（新代田FEVER）
- たらりらんと愉快な仲間たちvol.3 ～『ぜんぶスキ！』発売記念～

2012年12月4日（渋谷RUIDO K2）
- 金曜日の午後に

2013年4月5日（渋谷TAKE OFF 7）
ソロ
- 私の好きな人 vol.1〜「雨、上がれば」リリースパーティー〜

2015年7月19日（渋谷7th FLOOR）
- 私の好きな人 vol.2

2016年1月30日（渋谷gee-ge.）
- 私の好きな人 vol.3〜シングルリリースパーティー《昼公演》・《夜公演》

2016年6月19日（渋谷gee-ge.）
- 私の好きな人 vol.4

2017年2月3日（下北沢Daisy Bar）
- 私の好きな人 vol.5

2017年7月1日（渋谷gee-ge.）
- 私の好きな人 vol.6

2017年10月29日（渋谷gee-ge.）
- 中村、メジャーデビューするってよ ～お礼まわりツアー東京編～

2018年4月28日（青山RizM）
- 私の好きな人 vol.7

2018年7月18日（青山RizM）
- 私の好きな人 vol.8

2018年9月1日（TSUTAYA O-nest）
- 中村千尋 presents ～私の好きな人～ 出張編 in 名古屋

2018年11月10日（新栄RAD SEVEN）
- 中村千尋 presents 〜私の好きな人〜 出張編 in 大阪

2018年11月25日（アメリカ村BEYOND）
- 私の好きな人 番外編〜ある意味ワンマン〜

2019年5月4日（下北沢ろくでもない夜）
- 私の好きな人 vol.9

2019年9月21日（新宿Marble）
- 私の好きな人 vol.10

2020年7月31日（下北沢ろくでもない夜） - 無観客。配信のみ。
- 私の好きな人 vol.11

2021年12月5日（下北沢モナレコード）

## ディスコグラフィ
- 「PlayYou.House（Goose house）」としての活動はPlayYou.Houseの項を参照。

### たらりらん名義
| #   | 発売日        | タイトル              | 区分     | 規格品番 |
| --- | ------------- | --------------------- | -------- | -------- |
| 1st | 2011年6月26日 | たらりらん ふぁーすと | アルバム |          |
| 2nd | 2012年3月10日 | 放課後チャイム/変な子 | シングル |          |
| 3rd | 2012年12月4日 | ぜんぶスキ!           | アルバム |          |

### シングル
| #   | 発売日        | タイトル   | 規格品番  |
| --- | ------------- | ---------- | --------- |
| 1st | 2014年9月10日 | 友達       | ZLCP-0200 |
| 2nd | 2016年6月19日 | さとうくん | AMCN-0001 |

### アルバム
| #   | 発売日        | タイトル     | 形態   | 規格品番  |
| --- | ------------- | ------------ | ------ | --------- |
| 1st | 2016年8月24日 | ○△□          | CD+DVD | ZLCP-0299 |
| 1st | 2016年8月24日 | ○△□          | CD     | ZLCP-0300 |
| 2nd | 2019年4月10日 | スカートの中 | CD     | ZLCP-0372 |

### ミニアルバム
| #   | 発売日        | タイトル         | 規格品番  |
| --- | ------------- | ---------------- | --------- |
| 1st | 2014年10月8日 | どーも中村です。 | ZLCP-0190 |
| 2nd | 2015年7月15日 | 雨、上がれば     | ZLCP-0254 |
| 3rd | 2017年11月8日 | 女の袋とじ       | NCRO-0001 |

### ライブ会場限定デモCD
| #   | 発売日        | タイトル           | 規格品番 |
| --- | ------------- | ------------------ | -------- |
| 1st | 2013年10月5日 | さよならハリネズミ |          |
| 2nd | 2014年5月4日  | おもて             |          |
| 2nd | 2014年5月4日  | うら               |          |

### 配信限定シングル
| #   | 発売日        | タイトル   | 規格品番               |
| --- | ------------- | ---------- | ---------------------- |
| 1st | 2017年5月31日 | カサネテク | デジタル・ダウンロード |

### 映像作品
| #   | 発売日        | タイトル                                      |
| --- | ------------- | --------------------------------------------- |
| 1st | 2016年1月30日 | 中村千尋ワンマンライブ 夢のクアトロ満員大作戦 |
| 2nd | 2017年2月3日  | LIVE DVD「ワンマンライブ あなた/1000」        |

## タイアップ
| 曲                         | タイアップ                                                        |
| -------------------------- | ----------------------------------------------------------------- |
| 恋なんてクソッタレ         | 関西テレビ「ウラマヨ!」2014年10〜12月期エンディングテーマ         |
| 涙の鍵                     | テレビ東京「開運!なんでも鑑定団」2015年7～9月期エンディングテーマ |
| 手紙を書く癖（ひごさつま） | 九州朝日放送「ドォーモ」2015年8月期エンディングテーマ             |

## 提供作品
- 道重さゆみ
  - 「キテレツかわいい」（作詞・作曲）[9]
  - 「ハイカラモダンガール」（作詞・作曲）[9]

- ミニーズ。?
  - 「コンプレックスにサヨウナラ!」（作詞・作曲）[10]
- リルネード
  - 「王道的なLOVEソング」（作詞・作曲）[11]

## 出演

### テレビ
- ROCKET-COMPLEX（熊本県民テレビ、2014年10月8日）
- JUNK BOX（長崎文化放送、2014年10月16日）
- 未来定番曲（テレビ埼玉他5局、2014年12月）
- スッキリ!!（日本テレビ、2017年6月14日）
- musicるTV（日本テレビ、2017年7月3日）
- 王様のブランチ（TBS、2017年7月29日）

### ラジオ
- KUMAMOTO MUSIC BAN!!（熊本放送、2014年6月22日）
- FMK RADIO BUSTERS（エフエムクマモト、2014年10月21日 -）毎月第4木曜日16時台に電話出演[12][13]
- Good Morning Miyazaki JOY FM HYBRID MORNING（FM宮崎、2014年10月23日）
- GIRLS A GOGO (Backstage Café、2019年5月7日 - 2020年6月22日)

### ウェブ
- 姫スタ（ニコニコ生放送、2014年10月7日・10月28日）

### 舞台
- 劇団た組公演『博士の愛した数式』（2015年12月、ウエストエンドスタジオ） - 作中演奏
- 劇団た組公演『パーマネント野ばら』（2017年6月、浅草九劇） - 作中演奏

## 受賞歴・記録
- 2010年11月「LOTTE X SonyMusic 歌のあるガムプロジェクト2010」ファイナリスト（たらりらん名義）